# Larentia imperfecta
Larentia imperfecta är en fjärilsart som beskrevs av Alfred Philpott 1905. Larentia imperfecta ingår i släktet Larentia och familjen mätare. Inga underarter finns listade i Catalogue of Life.